# Adventure Gamers
Adventure Gamers（直译为“冒险游戏玩家”）是一家电子游戏网站，曾专注于发布有关冒险游戏的内容，包括评论、预告、文章和对游戏设计师的采访，直到2025年转为网络赌博宣传网站，引发业界人士批评。

## 网站历史
Adventure Gamers由马雷克·布龙斯特林（Marek Bronstring）正式创立于1999年3月31日，彼时名为Adventure Gamer。其前身是布龙斯特林于1998年8月建立的临时网站Adventure Fan，该网站存在仅一个月，便由网页开发者拉塞·奥亚宁（Lasse Ojanen）帮助迁移，并更名为Adventure Central，运营直到次年正式建站。埃文·迪肯斯（Evan Dickens）于建站之际加入团队担任主编，此后在2005年1月由杰克·阿林（Jack Allin）取代，在此期间网站经历了域名所有权纠纷和奥亚宁出走，最终改为现名。
2016年7月11日，创始人布龙斯特林宣布退休，不久后将网站所有权转让给了伊沃·蒂尔（Ivo Teel）。阿林继续留任主编，直到2022年与蒂尔就网站发展方向意见不合而辞职，此后主编由蒂尔兼任。
2025年6月，网站持有者突然关闭了Adventure Gamers的论坛版块，而后在网站介绍页加入了“进军博彩业”的宣言，开始发布宣传在线老虎机等网络赌博内容的文章。此举招致众多冒险游戏开发者反感，另一家冒险游戏专门网站The International House of Mojo则指出，Adventure Gamers原先的团队成员早已大量流失，转而加入前主编阿林离职后创立的精神续作网站Adventure Game Hotspot。

## 反响与评价
主流评论聚合网站Metacritic和GameRankings也把Adventure Gamers列为可信的评论者。此外，Adventure Gamers还曾作为参考来源出现在《流氓领袖：卢卡斯艺术的故事》中。
Adventure Gamers广受冒险游戏开发者的重视。冒险游戏《最长的旅程》和《梦陨：无尽的旅程》的主创拉格纳·特奎斯特就曾表示：Adventure Gamers上的评论对他很重要。《赫克托：卡内奇的勋章》的开发商Straandlooper则称Adventure Gamers为“冒险游戏领域最具影响、广受推崇的网站之一”。

## 艾吉奖
2009年至2024年间，Adventure Gamers都会颁发每年一度的艾吉奖（Aggie Awards），分别评选出上一年发布的冒险游戏中，在概念、美术设计及剧情等方面最优秀的作品，“年度最佳冒险游戏”则作为最高奖项颁发。各类别的奖项都会由网站员工和读者两方各自选出心仪的作品。
| 年份 | 员工之选 AG Staff's Choice | 读者之选 Readers' Choice    | 来源   |
| ---- | -------------------------- | --------------------------- | ------ |
| 2008 | 山姆和麦克斯：超越时空     | 山姆和麦克斯：超越时空      | [ 14 ] |
| 2009 | 猴岛传说                   | 猴岛传说                    | [ 15 ] |
| 2010 | 最后之窗 真夜中的约束      | 风语世界                    | [ 16 ] |
| 2011 | 传送门2                    | 未传之书                    | [ 17 ] |
| 2012 | 行尸走肉                   | 行尸走肉                    | [ 18 ] |
| 2013 | 兄弟：双子传说             | 认知：艾丽卡·里德的惊悚故事 | [ 19 ] |
| 2014 | 布莱克威尔：显灵           | 特斯拉效应：神探墨菲的冒险  | [ 20 ] |
| 2015 | 沉睡                       | 奇异人生                    | [ 21 ] |
| 2016 | 国王密使                   | 凯西·瑞恩                   | [ 22 ] |
| 2017 | 银莲公园                   | 银莲公园                    | [ 23 ] |
| 2018 | 秘密结社                   | 秘密结社                    | [ 24 ] |
| 2019 | 星际拓荒                   | 机械密语                    | [ 25 ] |
| 2020 | 这儿没游戏：错误的维度     | 洛基：北欧怪奇之旅          | [ 26 ] |
| 2021 | 遗忘之城                   | 黑暗侦探：影中摸索          | [ 27 ] |
| 2022 | 重返猴岛                   | 重返猴岛                    | [ 28 ] |
| 2023 | 沉睡：骨图腾               | 美国阿卡迪亚                | [ 29 ] |